# Liste der Kulturdenkmäler im Landkreis Offenbach

Kommunen im Landkreis Offenbach

Die Liste der Kulturdenkmäler im Landkreis Offenbach enthält die Kulturdenkmäler im Landkreis Offenbach. Rechtsgrundlage für den Denkmalschutz ist das Denkmalschutzgesetz in Hessen.
Sie lässt sich nach den kreisangehörigen Kommunen gliedern:
- Liste der Kulturdenkmäler in Dietzenbach
- Liste der Kulturdenkmäler in Dreieich
- Liste der Kulturdenkmäler in Egelsbach
- Liste der Kulturdenkmäler in Hainburg
- Liste der Kulturdenkmäler in Heusenstamm
- Liste der Kulturdenkmäler in Langen
- Liste der Kulturdenkmäler in Mainhausen
- Liste der Kulturdenkmäler in Mühlheim am Main
- Liste der Kulturdenkmäler in Neu-Isenburg
- Liste der Kulturdenkmäler in Obertshausen
- Liste der Kulturdenkmäler in Rodgau
- Liste der Kulturdenkmäler in Rödermark
- Liste der Kulturdenkmäler in Seligenstadt